# Olmedilla de Alarcón
Olmedilla de Alarcón település Spanyolországban, Cuenca tartományban. Olmedilla de Alarcón Alarcón községgel határos. Lakosainak száma 128 fő (2024).

## Népesség
A település népessége az utóbbi években az alábbiak szerint változott:
| Lakosok száma | 172  | 147  | 157  | 152  | 154  | 163  | 164  | 149  | 142  | 128  |
|               | 2001 | 2004 | 2006 | 2009 | 2011 | 2014 | 2016 | 2019 | 2021 | 2024 |